# Dario Costanzo
Pour les articles homonymes, voir Costanzo.
Dario Costanzo est un footballeur italien né le 26 août 1978 à La Chaux-de-Fonds.

## Carrière
| saison  | club                 | pays   |
| ------- | -------------------- | ------ |
| 1998-99 | FC La Chaux-de-Fonds | Suisse |
| 1999-00 | FC Audax-Friul       | Suisse |
| 2000-01 | FC Les Bois          | Suisse |
| 2001-02 | FC La Chaux-de-Fonds | Suisse |
| 2002-03 | FC La Chaux-de-Fonds | Suisse |
| 2003-04 | FC La Chaux-de-Fonds | Suisse |
| 2004-05 | FC La Chaux-de-Fonds | Suisse |
| 2005-06 | FC Colombier         | Suisse |